# Annemaria koekoek

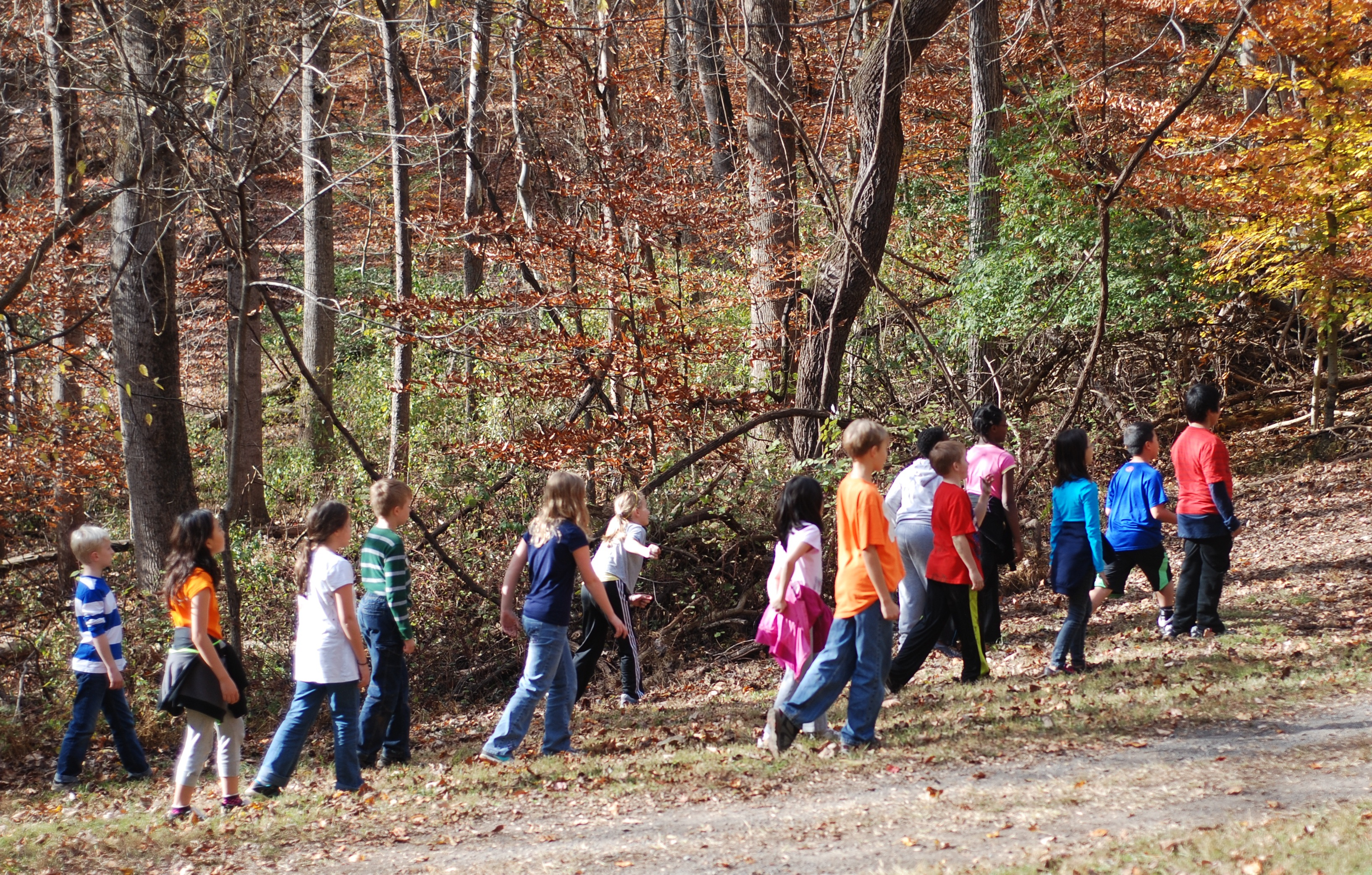
Kinderen spelen Annemaria koekoek in de Verenigde Staten

Annemaria Koekoek (Nederland) of Een, twee, drie, piano (Vlaanderen) is een kinderspel dat wereldwijd gespeeld wordt.
Wanneer het spel begint, staan alle spelers aan één kant van het speelveld achter de startlijn, op een na. Eén persoon is hem, en staat aan de andere kant van het speelveld, met het gezicht naar de andere spelers gekeerd. Deze speler draait zich dan met de rug naar de andere spelers, en roept Annemaria koekoek! (of Een, twee, drie, piano!). Op dat moment mogen de andere spelers zich verplaatsen in zijn richting. Wanneer hij zich na het uitspreken van "koekoek" weer omdraait, mag hij niemand zien bewegen. Wie er nog wél beweegt, is af en moet terug naar de startlijn. Het spel gaat door tot iemand de "Annemaria koekoek"-roeper kan tikken zonder dat diegene hem heeft zien bewegen. Deze tikker krijgt in de volgende ronde de beurt om "Annemaria koekoek" te roepen.

## Internationaal
- Catalonië: "Un, dos, tres, pica paret" ("Een, twee, drie, tik [de] muur")
- Duitsland: "Eins, Zwei, Drei, Ochs am Berg" ("Een, twee, drie, os op de berg")
- Frankrijk: "Un, deux, trois, soleil" ("Een, twee, drie, zon")
- Polen: "Raz, dwa, trzy, Baba Jaga patrzy" ("Een, twee, drie, Baba Jaga kijkt")
- Wallonië: "Un, deux, trois, piano" ("Een, twee, drie, piano")
- Verenigde Staten: "Red light, green light" ("Rood licht, groen licht")
- Zuid-Korea: "Mugunghwa kkochi pieotseumnida" ("De altheastruik staat in bloei")
- Japan: "Daruma-san ga koronda" ("De darumapop is gevallen")

## In de media
- In de Amerikaanse actiefilm RoboCop (1987) is het personage RoboCop te zien, die het spel speelt met basisschoolkinderen tijdens een nieuwsuitzending.
- In de Zuid-Koreaanse dramaserie Squid Game (2021) is Annemaria koekoek het eerste van zes spellen dat de kandidaten moeten zien te overleven voor een grote geldprijs.